# Robert Fruin

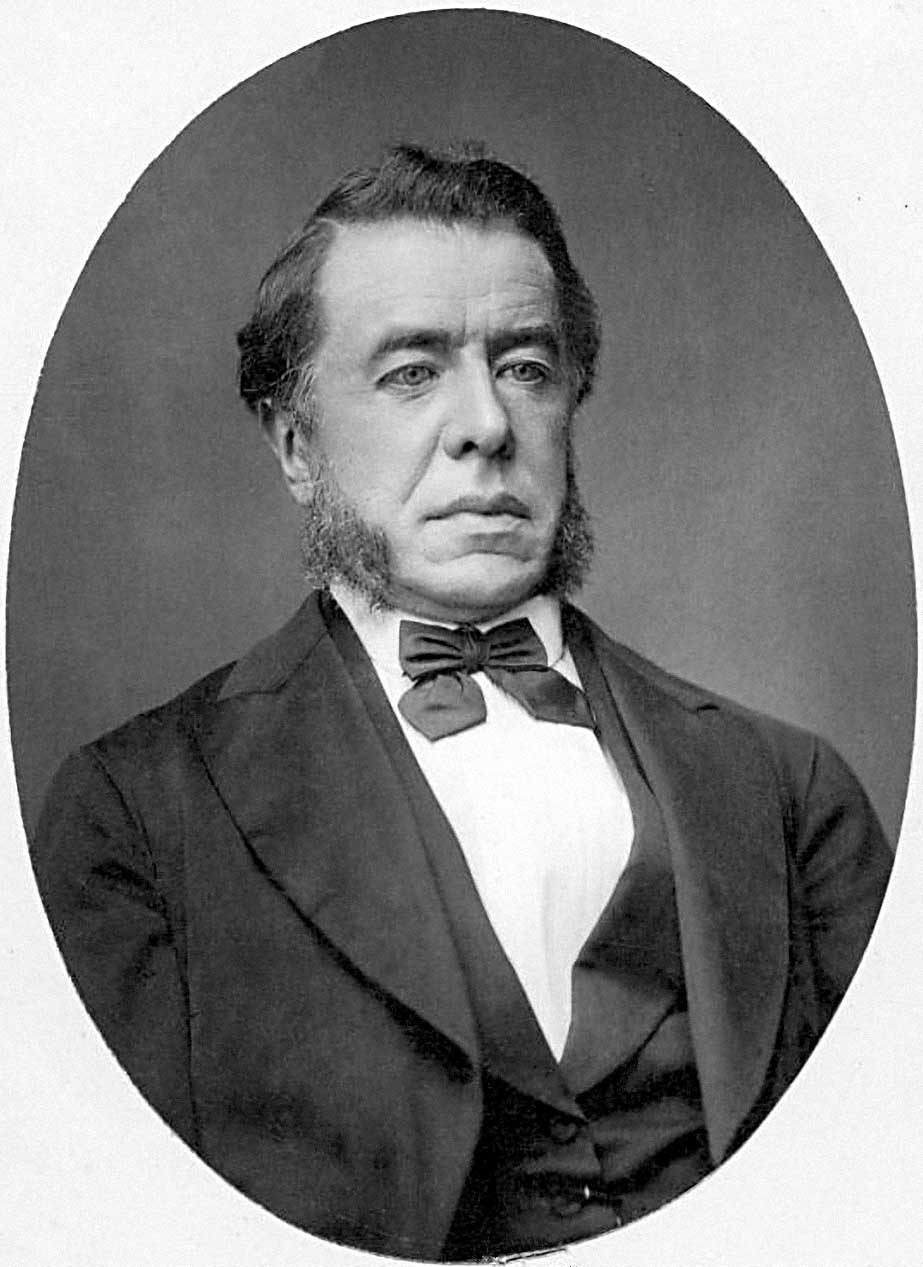
Robert Fruin.

Robert Fruin, född 14 november 1823 i Rotterdam, död 29 januari 1899 i Leiden, var en nederländsk historiker.
Fruin studerade i Leiden och blev 1847 filosofie doktor på en egyptologisk avhandling, anställdes 1849 som lärare i historia och geografi vid Leidens gymnasium samt blev 1860 innehavare av den nyupprättade professuren i historia vid därvarande universitet. Denna lärostol innehade han till 1894 och lade därunder genom en fruktbringande lärarverksamhet grunden till den moderna metodiska och källkritiska historieskrivningen i Nederländerna. 
Fruins förnämsta arbete är Tien jaaren uit den tachtigjarigen oorlog, 1588-1598 (1861, femte upplagan 1899), en banbrytande översikt över ett av det nederländska frihetskrigets betydelsefullaste skeden. I övrigt nedlade han resultaten av sina omfattande forskningar i nederländsk historia (särskilt under frihetskriget) i en mängd tidskriftsartiklar och smärre avhandlingar i lärda publikationer. Dessa samlades senare och utgavs av hans lärjungar, professorerna Petrus Johannes Blok och Pieter Lodewijk Muller samt riksarkivarien Samuel Muller, under titeln Robert Fruin's verspreide geschriften met aanteekeningen (tio band jämte bibliografi och register, 1899-1905). Här förekommer bland annat en mängd monografier till Vilhelm I:s av Oranien historia, studier över Johan van Oldenbarnevelt, Hugo Grotius samt Vilhelm III:s engelska politik. 
Fruins värdefulla kollegium i nederländsk författningshistoria, Geschiedenis der staatsinstellingen in Nederlanden tot den valder republiek, utgavs efter hans egna utkast och åhörares anteckningar 1901 av Herman Theodoor Colenbrander. I det politiska livet var Fruin rätt framträdande som en av Liberala Unionens ledare.